# Jeremias de Dekker

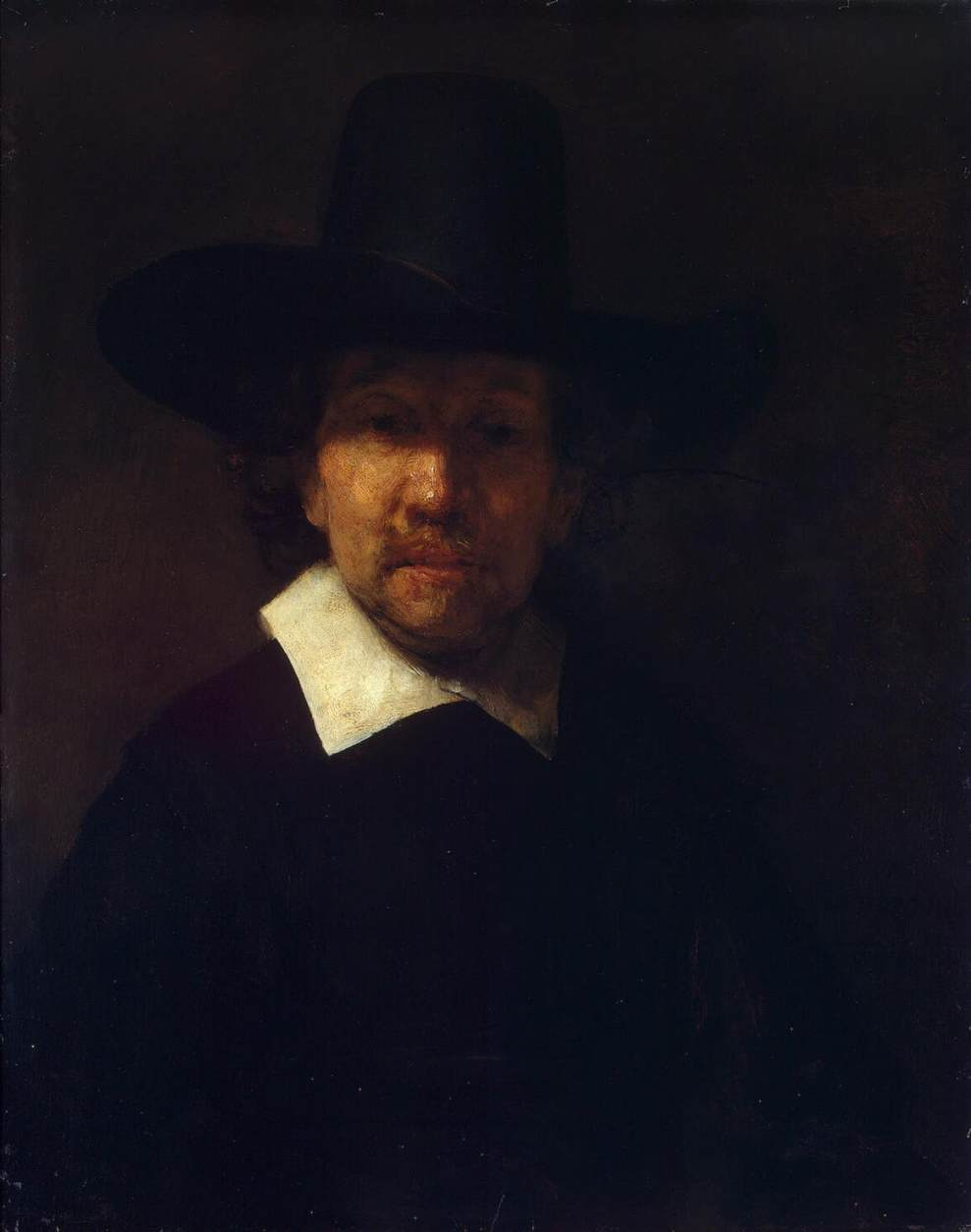
Jeremias de Dekker retratado por Rembrandt

Jeremias de Dekker o Decker (Dordrecht 1609 o 1610 ~ Ámsterdam noviembre de 1666) fue un poeta neerlandés.
Aunque nació en Dordrecht (Holanda), su padre era un nativo de Amberes (actual Bélgica) que abrazando la religión reformada se refugió en los Países Bajos. Trabajando en el negocio de su padre desde muy joven, Jeremias se entretenía cultivando su gusto por la literatura, especialmente por la poesía, y adquiriendo sin ayuda un buen conocimiento de inglés, francés, latín e italiano. Su primer poema fue un parafraseado de las Lamentaciones de Jeremias (Klaagliedern van Jeremias), que fue seguida por traducciones e imitaciones de Horacio, Juvenal y otros poetas latinos. El más importante de sus poemas originales fue la colección de epigramas (Puntdichten) y la sátira del elogio de la avaricia (Lof der Geldzucht). Este último fue su poema más conocido. Escrito inspirado y aun de efectiva ironía, usualmente es comparado por los críticos con el Elogio de la locura de Erasmo. Dekker murió en Ámsterdam en noviembre de 1666.
Una completa recopilación de sus poemas, editada por Brouerius van Nideck, fue publicada en Ámsterdam en 1726 bajo el título de Exercices poetiques (2 vols. 4.º.). Selecciones de sus poemas están incluidas en Siegenbeck's Proeven van nederduitsche Dichtkunde (1823), y de sus epigramas en Geijsbeek's Epigrammatische Anthologie (1827).